# 上筒井通
上筒井通（かみつついどおり）は兵庫県神戸市中央区の町名。現行行政地名は上筒井通一丁目から上筒井通七丁目。郵便番号は651-0061。

## 地理
旧・葺合区北東部、旧・筒井村のうち上筒井村とも呼ばれた本村の一角だった場所にあたる。住宅地。東は灘区の王子町、南は中央区坂口通、西は熊内町、北は野崎通。

## 歴史
大正5年（1916年）に神戸市葺合町の一部から成立した。昭和6年（1931年）から葺合区、昭和55年から葺合区・生田区の合併により中央区に属す。当初は一～七丁目に分かれていたが途中八丁目にまで増え、再び七丁目までとなった。
- 大正8年（1919年）、市電開通。
- 大正9年（1920年）、阪神急行電鉄が開通し、周辺の宅地化が急激に進む。
- 大正15年（1926年）、葺合町の一部を編入して八丁目を新設。
- 昭和5年（1930年）、神戸女子高等技芸学園（塩原学園）が四丁目に移転。
- 昭和15年（1940年）、阪急上筒井線廃止により上筒井駅も廃駅。
- 昭和47年（1972年）、野崎通一～八丁目の一部を編入。
- 昭和49年（1974年）、一部が熊内町一～九丁目となり、再び七丁目までになる。

## 人口統計

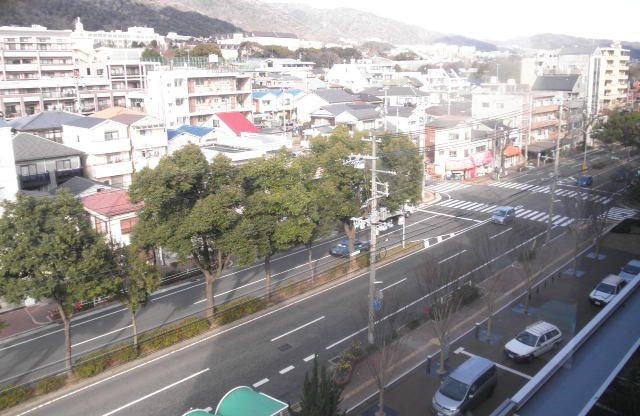
上筒井通3丁目

- 平成17年国勢調査（2005年10月1日現在）での世帯数953、人口2,021、うち男性947人、女性1,074

人
- 昭和63年（1988年）の世帯数1,067・人口2,609[2]。
- 昭和35年（1950年）の世帯数916・人口3,296[2]。
- 大正9年（1920年）の世帯数456・人口2,318[2]。

## 施設
『角川日本地名大辞典』（1988年）によれば、一丁目に神戸YMCA、三丁目に王子湯、四丁目に塩原幼稚園・塩原学園和洋裁専門学校・立正佼成会神戸教会・上筒井小公園、五丁目に日本基督教団神戸東部教会・神戸上筒井郵便局、六丁目に神戸逓信病院などがあるという。

## ゆかりのある人物
- 石橋五郎（地理学者、神戸高商教授） - かつて上筒井、山村善三郎邸内に居住していた[3]。